# Baoshan, Inre Mongoliet
Baoshan (kinesiska: 宝山, 宝山镇) är en köping i Kina. Den ligger i den autonoma regionen Inre Mongoliet, i den norra delen av landet, omkring 1 300 kilometer nordost om regionhuvudstaden Hohhot. Antalet invånare är 16 751. Befolkningen består av 8 032 kvinnor och 8 719 män. Barn under 15 år utgör 18,0 %, vuxna 15-64 år 75 %, och äldre över 65 år 5,0 %.
Runt Baoshan är det ganska tätbefolkat, med 67 invånare per kvadratkilometer. Närmaste större samhälle är Xiwa'ertu, 14,2 km nordost om Baoshan. Trakten runt Baoshan består till största delen av jordbruksmark.
Genomsnittlig årsnederbörd är 734 millimeter. Den regnigaste månaden är juli, med i genomsnitt 218 mm nederbörd, och den torraste är februari, med 8 mm nederbörd.